# 第48回選抜高等学校野球大会
第48回選抜高等学校野球大会（だい48かいせんばつこうとうがっこうやきゅうたいかい）は、1976年3月27日から4月6日までの10日間（雨で1日順延）にわたり阪神甲子園球場で行われた選抜高等学校野球大会である。

## 概要
出場30校のうち初出場が史上最多の13を数え、5校がベスト8入り、3校がベスト4を占める文字通りの「フレッシュ大会」になり、超高校級選手を揃えた崇徳が初出場初優勝を果たし、野球王国広島の意地を見せた。この年の崇徳は同年のドラフト会議で1位指名2人を含む4人が指名され、"センバツ史上最強チーム"とも讃えられた。

## 出場校
北海道
- 札幌商（北海道、2年連続2回目）
- 函館有斗（北海道、2年ぶり3回目）

東北
- 弘前工（青森、初出場）
- 学法石川（福島、初出場）

関東
- 鉾田一（茨城、初出場）
- 小山（栃木、2年連続2回目）
- 習志野（千葉、2年連続2回目）

東京
- 修徳（東京、初出場）

北信越
- 糸魚川商工（新潟、初出場）
- 福井（福井、初出場）

中部
- 東海大一（静岡、初出場）
- 岡崎工（愛知、2年ぶり2回目）
- 県岐阜商（岐阜、5年ぶり23回目）

近畿
- 天理（奈良、2年連続7回目）
- 智弁学園（奈良、初出場）
- 新宮（和歌山、19年ぶり4回目）
- 和歌山工（和歌山、2年ぶり4回目）
- 北陽（大阪、3年ぶり3回目）
- 東洋大姫路（兵庫、初出場）

中国
- 岡山東商（岡山、2年ぶり6回目）
- 崇徳（広島、初出場）
- 大社（島根、初出場）
- 宇部工（山口、初出場）

四国
- 高松商（香川、3年ぶり20回目）
- 新居浜商（愛媛、2年ぶり3回目）
- 徳島商（徳島、5年ぶり14回目）
- 土佐（高知、10年ぶり5回目）

九州
- 日田林工（大分、初出場）
- 鹿児島実（鹿児島、4年ぶり2回目）
- 豊見城（沖縄、2年連続2回目）

## 試合結果

### 1回戦
3月27日
- 岡山東商 3 - 2 弘前工
- 日田林工 7 - 3 新居浜商
- 土佐 4 - 3 豊見城

3月28日
- 徳島商 6 - 3 和歌山工
- 東洋大姫路 7 - 4 県岐阜商
- 習志野 8 - 7 大社
- 智弁学園 5 - 0 札幌商

3月29日
- 岡崎工 1 - 0 宇部工
- 天理 6 - 0 修徳
- 福井 6 - 1 東海大一

3月30日
- 雨天中止

3月31日
- 鉾田一 1 - 0 糸魚川商工
- 崇徳 11 - 8 高松商
- 鹿児島実 2 - 0 学法石川

4月1日
- 北陽 2x - 1 函館有斗（延長10回）

### 2回戦
- 小山 3 - 2 岡山東商
- 日田林工 8 - 3 新宮

4月2日
- 土佐 6 - 0 徳島商
- 東洋大姫路 4x - 3 習志野
- 智弁学園 4 - 3 岡崎工

4月3日
- 福井 2 - 1 天理
- 崇徳 4 - 1 鉾田一
- 北陽 5 - 1 鹿児島実

### 準々決勝
4月4日
- 小山 4 - 3 土佐
- 東洋大姫路 11 - 3 智弁学園
- 崇徳 4 - 0 福井
- 日田林工 8 - 2 北陽

### 準決勝
4月5日
- 小山 1 - 0 東洋大姫路
- 崇徳 3 - 1 日田林工

### 決勝
|      | 1 | 2 | 3 | 4 | 5 | 6 | 7 | 8 | 9 | R | H  | E |
| ---- | - | - | - | - | - | - | - | - | - | - | -- | - |
| 小山 | 0 | 0 | 0 | 0 | 0 | 0 | 0 | 0 | 0 | 0 | 3  | 1 |
| 崇徳 | 0 | 0 | 0 | 0 | 1 | 0 | 0 | 4 | X | 5 | 13 | 2 |

1. （小）：初見 - 立川
2. （崇）：黒田 - 應武
3. 審判
［球審］郷司
［塁審］山川・三宅・高橋
4. 試合時間：2時間34分

| 小山 | 小山 | 小山              |
| 打順 | 守備 | 選手              |
| ---- | ---- | ----------------- |
| 1    | [二] | 秋山昇平（3年）   |
| 2    | [右] | 伊東健一（3年）   |
| 3    | [中] | 黒田光弘（3年）   |
| 4    | [一] | 多賀谷成典（3年） |
| 5    | [左] | 石井護（3年）     |
| 6    | [三] | 諸原恵治（3年）   |
| 7    | [投] | 初見幸洋（3年）   |
| 8    | [捕] | 立川利光（2年）   |
| 9    | [遊] | 荒川博之（2年）   |

| 崇徳 | 崇徳 | 崇徳            |
| 打順 | 守備 | 選手            |
| ---- | ---- | --------------- |
| 1    | [遊] | 山崎隆造（3年） |
| 2    | [二] | 樽岡靖（3年）   |
| 3    | [中] | 小川達明（3年） |
| 4    | [左] | 永田泰展（3年） |
| 5    | [捕] | 應武篤良（3年） |
| 6    | [右] | 釘屋昌弘（3年） |
| 7    | [一] | 兼光雅之（3年） |
| 8    | [投] | 黒田真二（3年） |
| 9    | [三] | 槙村和郎（3年） |

## 大会本塁打
- 第1号：西川新吾（和歌山工）
- 第2号：弓岡敬二郎（東洋大姫路）
- 第3号：井上信也（新宮）
- 第4号：鈴木康友（天理）
- 第5号：戸田秀明（鉾田一）
- 第6号：白石義弘（北陽）

## 記録
| 記録               | 選手名             | 対戦校            | 補足          |
| ------------------ | ------------------ | ----------------- | ------------- |
| ノーヒットノーラン | 戸田秀明（鉾田一） | 1回戦・糸魚川商工 | 大会史上8人目 |

## その他の主な出場選手
- 福家雅明（天理）
- 山口哲治（智弁学園）
- 上村恭生（智弁学園）
- 松本正志（東洋大姫路）
- 続木敏之（新居浜商）
- 赤嶺賢勇（豊見城）